# Harry Zech
Harald Zech detto Harry (25 febbraio 1969) è un ex calciatore liechtensteinese, di ruolo difensore.

## Palmarès

### Club

#### Competizioni nazionali
- Liechtensteiner-Cup: 3

Vaduz: 1992, 1995, 1996